# Mijaíl Dorinov
Mijaíl Viachelávovich Dorinov –en ruso, Михаил Вячеславович Доринов– (Nizhni Nóvgorod, 9 de agosto de 1995) es un deportista ruso que compitió en natación, especialista en el estilo braza.
Ganó una medalla de bronce en el Campeonato Mundial de Natación en Piscina Corta de 2016 y dos medallas de bronce en el Campeonato Europeo de Natación en Piscina Corta, en los años 2017 y 2021.

## Palmarés internacional
| Campeonato Mundial en Piscina Corta | Campeonato Mundial en Piscina Corta | Campeonato Mundial en Piscina Corta | Campeonato Mundial en Piscina Corta |
| Año                                 | Lugar                               | Medalla                             | Prueba                              |
| ----------------------------------- | ----------------------------------- | ----------------------------------- | ----------------------------------- |
| 2016                                | Windsor (Canadá)                    | Medalla de bronce                   | 200 m braza                         |
| Campeonato Europeo en Piscina Corta |                                     |                                     |                                     |
| Año                                 | Lugar                               | Medalla                             | Prueba                              |
| 2017                                | Copenhague (Dinamarca)              | Medalla de bronce                   | 200 m braza                         |
| 2021                                | Kazán (Rusia)                       | Medalla de bronce                   | 200 m braza                         |